# Glamorgan Wanderers
Der Glamorgan Wanderers Rugby Football Club ist ein Rugby-Union-Verein, der in der Welsh Premier Division spielt. Die Heimspiele werden im Memorial Ground in Cardiff ausgetragen.

## Geschichte
Die Glamorgan Wanderers wurden 1893 unter dem Namen Old Monktonians gegründet. 1913 wechselte man den Namen zum heutigen. Bis zum Jahr 1952 spielte man auf sieben verschiedenen Plätzen, bis man dauerhaft im Memorial Ground blieb. Die 1980er Jahre waren die erfolgreichste Ära des Vereins, dem es in diesem Jahrzehnt einmal gelang, den zweiten Platz in der walisischen Meisterschaft zu belegen. 1987 schlugen die Wanderers die Nationalmannschaften der Vereinigten Staaten und Portugals. In der ersten Spielzeit der Welsh Premier Division waren die Wanderers Teil der ersten walisischen Liga, mussten jedoch absteigen und blieben jahrelang unterklassig. Im Jahr 2005 gelang der Wiederaufstieg in die Premier Division.
Seit dem Jahr 2003 stellt der Verein Spieler für die Cardiff Blues, eine von vier walisischen Mannschaften in der multinationalen Magners League.

## Bekannte ehemalige Spieler
- Pat Daniels
- Cowboy Davies
- Glyn Davies
- Andy Powell
- Robin Sowden-Taylor
- Sam Warburton
- Gerald Williams
- Owain Williams
- John Yapp